# AB Šatrija
Die AB Šatrija ist ein Textilunternehmen in der Rajongemeinde Raseiniai, Litauen. 2000 beschäftigte es 1.273 Mitarbeiter.

## Geschichte
1955 wurde eine Filiale des Kaunasser Werks „Spalis“ (dt. 'Oktober') im Gelände der ehemaligen  Kasernen gegründet. 1962 baute man neue Gehäuse mit  großzügigen Zechen und installierte man neue Anlagen. Danach wurde eine Zeche  unabhängig und auf  Vorschlag der Fabrikarbeiter zu Šatrija umbenannt. Seit 1999 gehört das Unternehmen  dem litauischen Konzern UAB SBA.   2009 erzielte man einen Umsatz von 10 Millionen Litas (3 Mio. Euro). Im Laufe des Jahres näht  das Unternehmen durchschnittlich 100 000 unterschiedliche Produkte. In den Nähereien in Raseiniai sind über 200 Mitarbeiter beschäftigt. Man exportiert nach Großbritannien, Schweden, Finnland, Deutschland, Österreich, Frankreich, Norwegen, Spanien und über die  europäischen Handelsunternehmen nach Neuseeland, Malaysia, Saudi-Arabien und andere Staaten.